# Latarnia Morska Hornsund

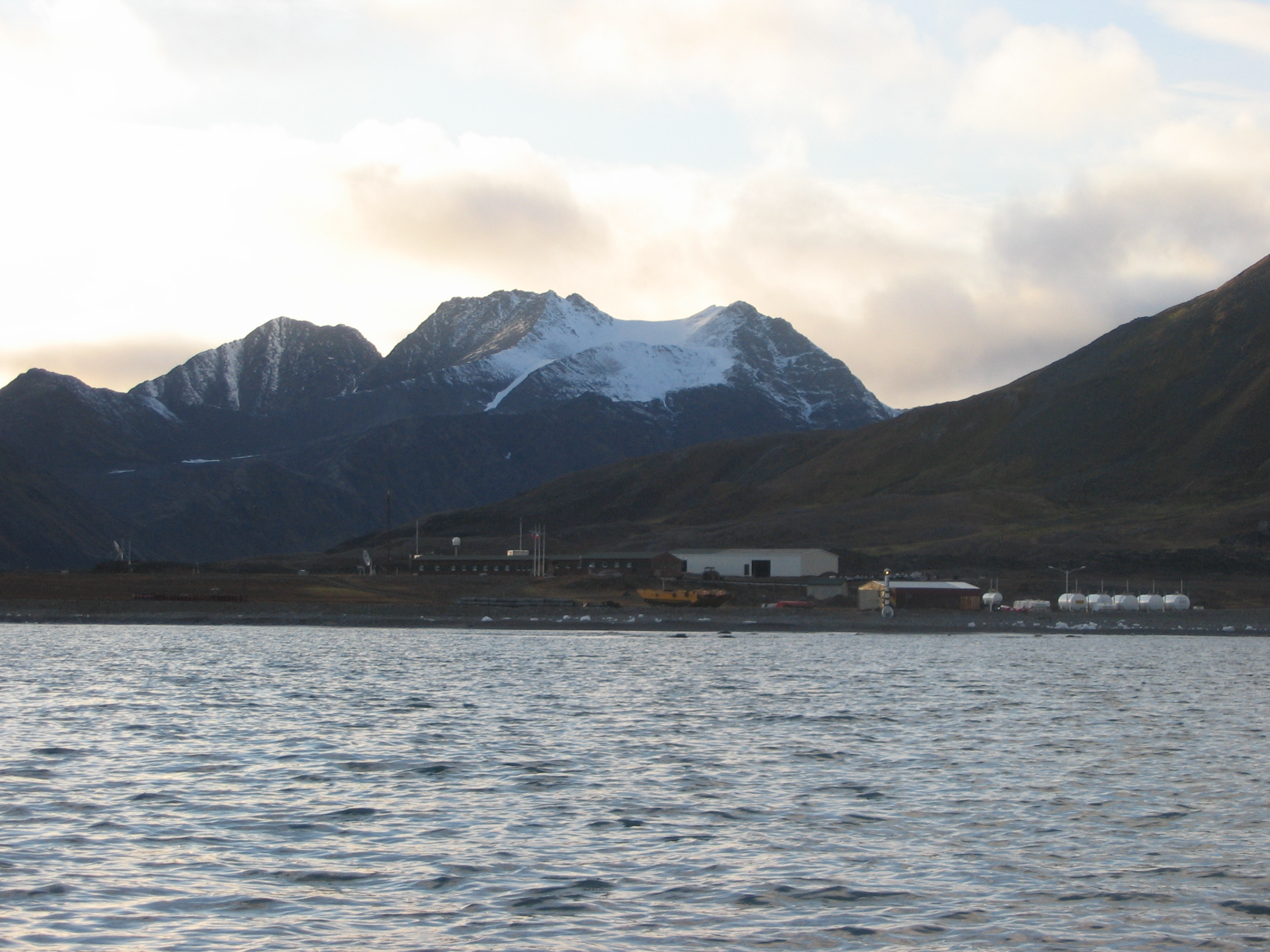
Zabudowania Polskiej Stacji Polarnej Hornsund z widoczną latarnią morską, widok z Zatoki Białych Niedźwiedzi

Latarnia Morska Hornsund – latarnia morska Polskiej Stacji Polarnej Hornsund, położona na wyspie Spitsbergen w archipelagu Svalbard w Arktyce, na terenie przystani stacji, tak zwanej Banachówce.

## Informacje ogólne
Na cześć docenta Piotra Głowackiego (pseudonim Uwe), latarnia otrzymała imię UWE-1.
Latarnia świeci światłem białym dookoła horyzontu, krytycy uważają, że z tego powodu obecnie nie jest ona wystarczającą pomocą nawigacyjną przy lądowaniu i postulują zastosowanie światła sektorowego. Z uwagi na liczne szkiery w Zatoce Białego Niedźwiedzia (norw. Isbjørnhamna) do brzegu można podejść tylko po określonym torze, aby to osiągnąć należy skorzystać z latarni jako dolnego nabieżnika, a widocznej na zdjęciu kulistej anteny Inmarsat na budynku stacji jako górnego nabieżnika.

## Dane techniczne
- Położenie: 77°00′00″N 15°33′00″E
- Wysokość wieży: 5,3 m
- Wysokość światła: około 7 m n.p.m.
- Zasięg światła:  9 Mm (16,668 km) czerwone, 8 Mm (14,816) białe
- Charakterystyka światła: Izofazowe
  - Blask: 5,0 s
  - Przerwa: 5,0 s
  - Okres: 10,0 s

Światło nie jest wpisane do brytyjskiego Spisu Świateł Volumin L (wpis 05.04.2022 r.)